# Léo Campion
Pour les articles homonymes, voir Campion.

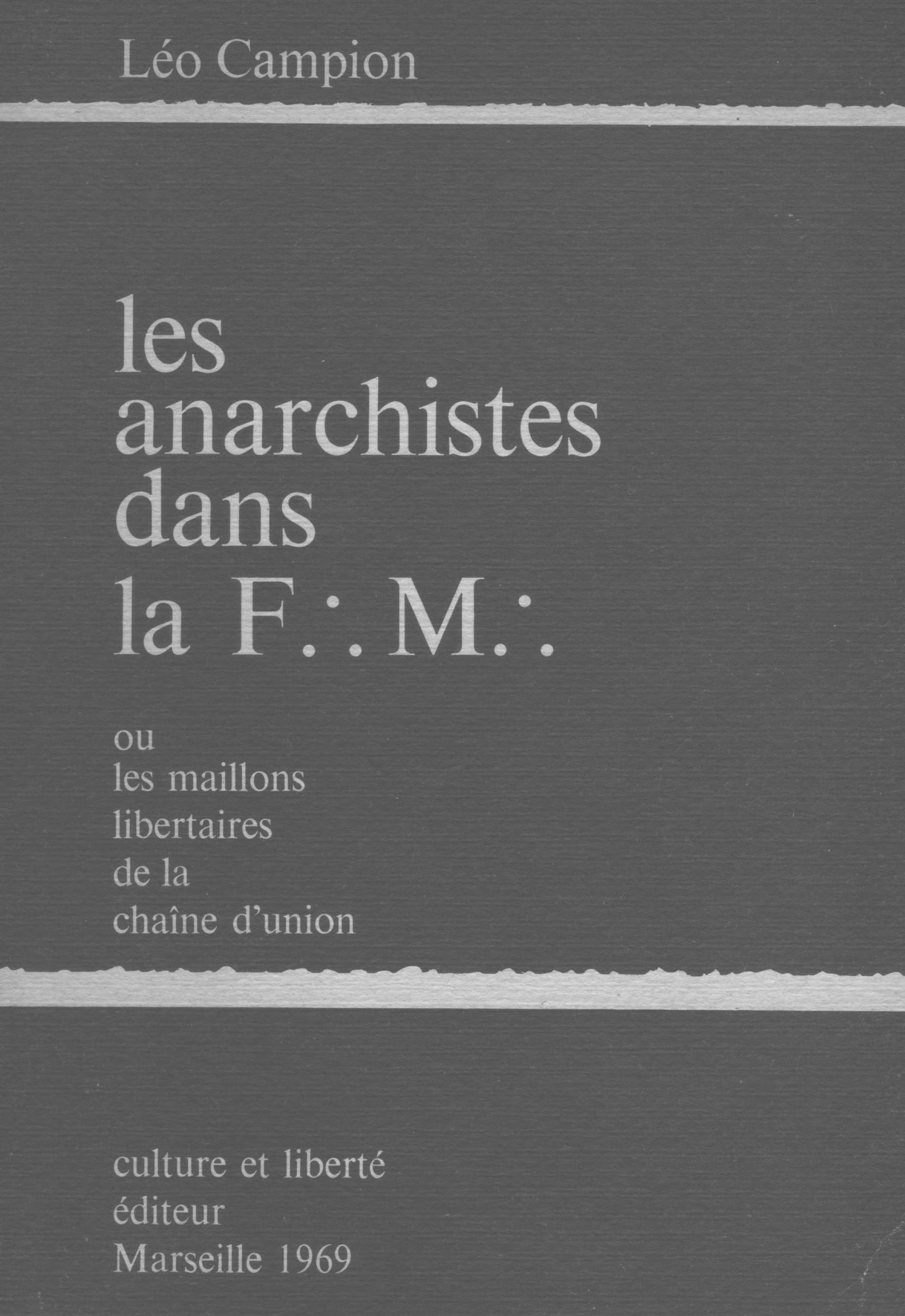
Les Anarchistes dans la franc-maçonnerie ou les Maillons libertaires de la chaîne d'union, 1969.

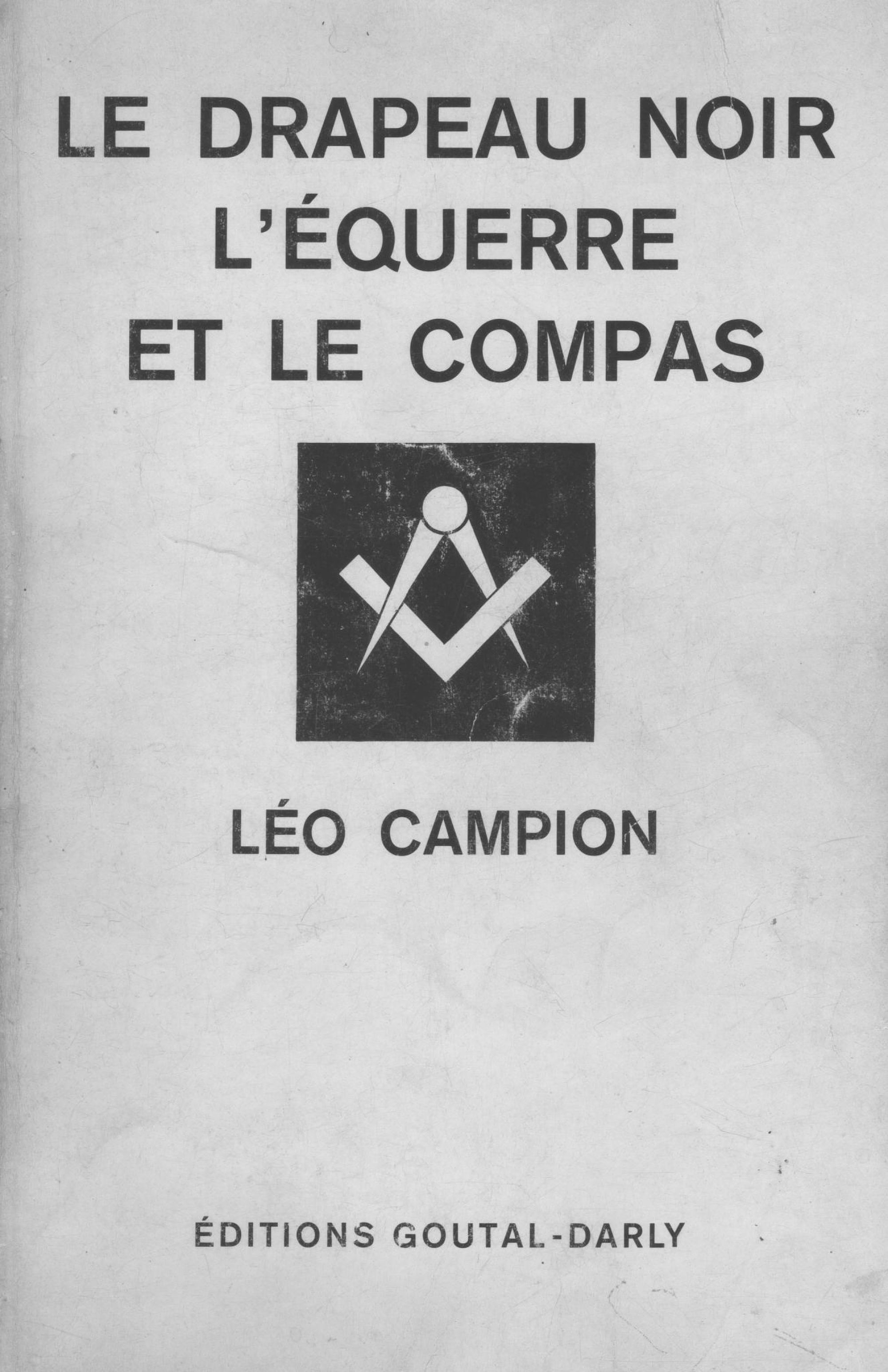
Le Drapeau noir, l'Équerre et le Compas, 1978.

Léon Campion, dit Léo Campion, né le 24 mars 1905 dans le 18e arrondissement de Paris, ville où il est mort le 6 mars 1992 dans le 15e arrondissement, est un personnage à multiples facettes, chansonnier, acteur, humoriste et caricaturiste, Régent du Collège de ’Pataphysique et Grand Maître de la Confrérie des Chevaliers du Taste Fesses, mais aussi franc-maçon, libre-penseur, objecteur de conscience, pacifiste, antimilitariste, libertaire et historien de l'anarchisme,.
Il est l'auteur, en 1969, de l'ouvrage Les Anarchistes dans la franc-maçonnerie ou les Maillons libertaires de la chaîne d'union.

## Biographie
Le père de Léo Campion est belge et sa mère française (montmartroise, de nationalité belge à la naissance).
En 1923, Léo Campion est expulsé de France à l'issue d'une campagne menée contre lui par l'Action française : il est toujours de nationalité belge.
Il s'installe à Bruxelles où il rencontre le bouquiniste anarchiste et franc-maçon, Marcel Dieu alias Hem Day. Une rencontre qui marquera sa vie.
Il devient secrétaire de la Libre Pensée de Bruxelles et secrétaire de la section belge de l'Internationale des résistant(e)s à la guerre (IRG-WRI).

### Premier objecteur de conscience avec Hem Day
« Le refus du service militaire est une assurance contre la mort, cette assurance sera viable dès qu'il y aura suffisamment d'assurés. »

— Léo Campion
En 1933, une figure de proue du parti libéral belge, Albert Devèze, ministre de la Défense nationale, dépose un projet de loi interdisant toute propagande pacifiste et toute diffusion d'idées antimilitaristes. Sans attendre, Léo Campion et Hem Day renvoient leurs livrets militaires. La réponse ne tarde guère, un mois après, Albert Devèze rappelle les deux hommes sous les armes par mesure de discipline ; ils doivent rejoindre leur unité. Ce qu'ils refusent de faire. Ils sont arrêtés quelques jours plus tard.
Le 19 juillet 1933, la foule se presse dans l'enceinte du tribunal militaire. Personne n'attend une condamnation, mais seulement une joute oratoire, les notes relatives au service militaire des prévenus sont bonnes et tout ce que l'on peut leur reprocher, est d'avoir refusé de répondre à un rappel imposé à titre de sanction. Prenant la parole, tour à tour, les accusés se transforment en accusateurs et ridiculisent les autorités judiciaires et militaires (voir Hem Day). Malgré tout, Léo Campion est condamné, à dix-huit mois de prison, son casier judiciaire étant vierge. L'affaire risque de tourner au cercle vicieux puisqu'une fois leur peine purgée, les condamnés allaient être rappelés et refuseraient immanquablement à nouveau de se soumettre à cette injonction et seraient à nouveau condamnés. De nouvelles protestations s’élèvent et en appel, la peine est réduite pour chacun des condamnés. Mais, ceux-ci refusent toute sanction et, avec un autre objecteur, Lionel de Vlaminck, entament une grève de la faim. Les avocats des accusés, Deublet et le futur secrétaire général de l'OTAN, Paul-Henri Spaak, et d'autres citoyens renvoient leurs livrets militaires. Des anciens combattants sont prêts à les imiter.
L'opinion publique, craignant que la plaisanterie ne tourne au tragique, exige une libération immédiate. La pression exercée est si forte que le sort du gouvernement s'en trouve menacé. Autorités et ministres ne savent comment se tirer de l'impasse. Par une formule saugrenue, ils tentent de sauver la face : Campion et Hem Day sont renvoyés de l'armée car indignes de figurer plus longtemps dans ses rangs. Ils sont chassés de l'armée pour cause d'avoir été condamnés pour ne pas vouloir y rester. Toute cette agitation aboutit donc à la libération des deux premiers objecteurs de conscience et, également, à l'abandon du projet Devèze.
Une brochure, Autour d'un procès, publiée en 1968 aux Éditions Pensée et Action, reviendra sur cette affaire, documents à l'appui (comptes-rendus, plaidoiries, témoignages, protestations, lettres, articles, études, précisions),.

### Engagement dans la franc-maçonnerie
Le 7 avril 1930, Léo Campion est initié en franc-maçonnerie à la loge Les Amis philanthropes du Grand Orient de Belgique à Bruxelles.
En 1937, il s'affilie à la loge La Clémente Amitié du Grand Orient de France à Paris. Il en gravit tous les degrés écossais jusqu'au 33e et siège au Consistoire d'Île-de-France.

### Homme de presse
De 1930 à 1936, il est caricaturiste pour le compte du journal bruxellois Le Rouge et le Noir tout en commençant une carrière de chansonnier.

### Résistant et interné
À la fin des années 1930, Bruxelles devient un refuge pour de nombreux proscrits, dont les anarchistes Durruti et Ascaso (avec lequel Léo Campion lie une solide amitié). En 1937, il publie un journal d'informations sur la révolution espagnole : « Rebellion ».
Au début de la Seconde Guerre mondiale, Léo Campion retourne en France. Fiché comme objecteur de conscience, il est interné avec d'autres anarchistes au camp de détention d'Argelès. Toutefois, il parvient à travailler pour la chaîne allemande Télé-Paris; à ce sujet en 1969, dans son opuscule Les anarchistes dans la franc-maçonnerie, Campion retate qu'un ami franc-maçon anarchiste allemand camouflé en citoyen suisse l'aurait aidé à obtenir un laisser-passer ou « ausweis ».
Libéré après l'armistice, il retourne à Bruxelles. Ensuite, ses allées et venues entre Paris et Bruxelles, motivées par sa profession de chansonnier, font de lui un messager idéal pour les mouvements de résistance français et belges. Malgré ses opinions (ancien secrétaire du « Comité maçonnique pour l'objection de conscience » et de la section belge de l'Internationale des résistant(e)s à la guerre), il reçoit à la Libération la Croix de guerre 1939-1945 pour ses actes de résistance.

### Le spectacle continue
En décembre 1944, Léo Campion fonde à Bruxelles l'hebdomadaire Pan, feuille satirique (fusionnée en 2004 avec l'hebdomadaire Père Ubu).
Il revient ensuite à ses passions : comédien, directeur de cabaret et producteur. Il devient ainsi au début des années cinquante le directeur du Caveau de la République (1951-1953) et du Tabou (1952-1953) où il se produit avec Pierre Dac.
Producteur à la Radio Télévision française (RTF) entre 1951 et 1961, il anime à la radio Le Cabaret du soir et participe au feuilleton Signé Furax de Pierre Dac et Francis Blanche. Il y tient le rôle de Clodomir, président de la planète Astérix, lors des saisons 2 (La lumière qui éteint) et 3 (Le gruyère qui tue).
Acteur de théâtre, après avoir fait ses classes dans une pièce d'Henri Monnier en 1953, puis dans Phi-Phi mis en scène par Georges Atlas en 1957, Jean-Louis Barrault le fait jouer dans Rhinocéros d'Eugène Ionesco en 1961. Il joue également au cinéma dans French Cancan de Jean Renoir ou La Lectrice de Michel Deville et tient le rôle principal de série télévisée La Brigade des maléfices en 1971.
Il découvre par ailleurs quelques talents belges, dont Jacques Lippe qui joue dans Le Mariage de mademoiselle Beulemans, mais il ne cesse pas ses activités militantes pour autant. Il participera ainsi à plusieurs galas de soutien en faveur de la Fédération anarchiste et apportera souvent aide et solidarité aux libertaires, faisant preuve d'une véritable continuité entre l'artiste et l'anarchiste,.

## Anarchiste et franc-maçon

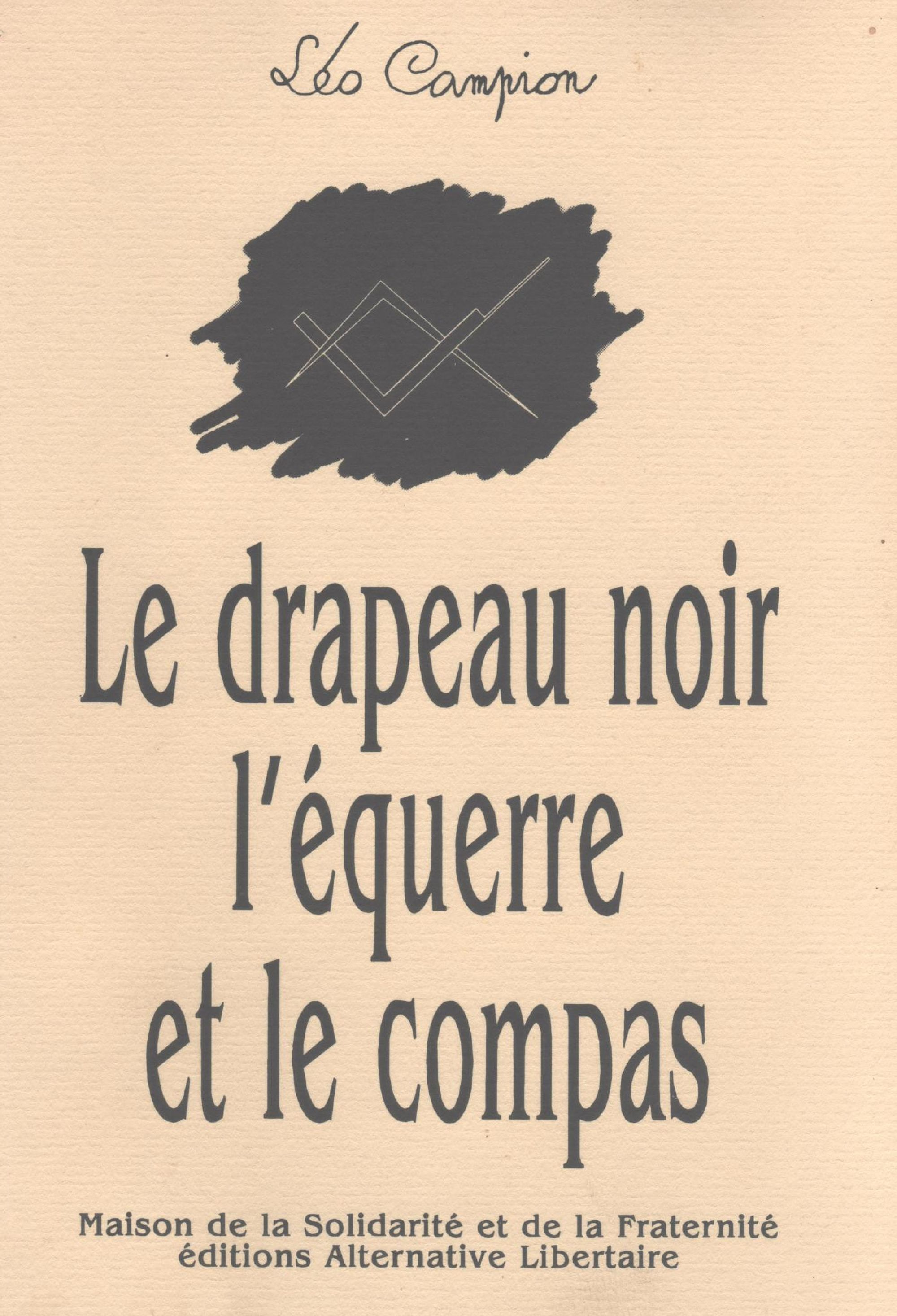
La couverture de l'édition de 1996.

Le Drapeau noir, l'Équerre et le Compas est un recueil de biographies d'anarchistes francs-maçons et/ou de francs-maçons anarchistes écrit par Léo Campion.
Léo Campion a d'abord réservé cet ouvrage à une diffusion strictement interne à la franc-maçonnerie. Il fut édité une première fois en 1969, sous le titre Les Anarchistes dans la Franc-Maçonnerie ou Les Maillons Libertaires de la Chaîne d'Union aux Éditions Culture et liberté (Marseille),.
En 1978, revu et considérablement remanié, il fut édité cette fois à l'intention de tous les publics, sous le titre actuel Le Drapeau noir, l'Équerre et le Compas aux Éditions Goutal-Darly (Montrouge).
En 1996, une synthèse de ces deux versions fut éditée par la « Maison de la Solidarité et de la Fraternité » d'Évry et les Éditions Alternative libertaire (Bruxelles-Oléron), rééditée une première fois en 2002, puis en 2004, sous la forme d'une brochure afin de lui donner une plus large diffusion.
À Grenoble, une loge maçonnique du Grand Orient de France a été fondée le 8 juin 1996 sous le nom de « Léo Campion », en hommage à l'idée de celui-ci de permettre à des libertaires de « vivre de manière libertaire leur franc-maçonnerie ».

## Publications
Léo Campion laisse une œuvre littéraire à deux visages : d'un côté des textes d'humeur et d'humour, ainsi que ses dessins dans de nombreuses publications. de l'autre des ouvrages maçonniques ou libertaires sérieux et documentés.
- La théorie de l'abus des droits, Paris, Bruxelles, Pensée et Action, 1925[29].
- Réflexions sur la violence, Belgique, Éditions de L'émancipateur, 1935[30].
- Zo d'Axa : brève esquisse d'un anarchiste de la belle époque, 1936, réédition en fac similé, Saint-Denis, Le Vent du Ch'min, 1978[31].
- Le Petit Campion - Lexique encyclopédique illustré, Paris, Éditions SAPRA, 1953, 12e édition[32].
- Le Roman d'un fripon..., Paris, Calmann-Lévy , 1956.
- Code de la bienséance à l'usage des adultes, Paris, Calmann-Lévy, Nouvelle collection Labiche, 1957[33].
- Léo Campion. Palabres..., Paris, Éditions du Scorpion, 1961[34].
- Autour d'un procès avec Hem Day, Éditions Pensée et action, 1968, (OCLC 21034680).
- Les Anarchistes dans la Franc-Maçonnerie ou les Maillons libertaires de la chaîne d'union, Marseille, Éditions Culture et liberté, 1969[35].
- Sade franc-maçon, Paris, Cercle des amis de la Bibliothèque Initiatique, 1972, 163 pages[36].
- Le Drapeau noir, l'Équerre et le Compas, Wissous, Goutal-Darly, 1978[37].
- Le Cul à travers les âges, Paris, S.O.S. manuscrits, 1981[38].
- Lexique pour rire illustré, Paris, Le Cherche-Midi, 1982[39], 2013, préface Alain Bauer,  (ISBN 978-2-7491-3326-3), notice éditeur.
- Contes d'apothicaire, Paris, M. Dansel, 1982[40].
- Illégalisme de la liberté, Marseille, Éditions Culture et Liberté, 1983.
- J'ai réussi ma vie, Paris, Éditions du Borrégo, 1985[41].
- Lexique pour rire illustré, Paris, Verviers, Marabout, 1987[42].
- Florilège de la fesse, Eaubonne, B. Gadeau, 1989[43].
- Le Drapeau noir, l'Équerre et le Compas, Ille-sur-Têt, éditions K'A. 2013  (ISBN 979-1091435-00-0)

## Filmographie

### Cinéma
- 1948 : Ma tante d'Honfleur de René Jayet
- 1949 : Tête blonde de Maurice Cam
- 1949 : Le Dernier Quart d'heure de René Jayet (court métrage)
- 1949 : Lady Paname d'Henri Jeanson
- 1950 : Au fil des ondes de Pierre Gautherin
- 1950 : Boniface somnambule de Maurice Labro - (Le directeur de l'hôtel)
- 1951 : Seul dans Paris d'Hervé Bromberger
- 1955 : French Cancan de Jean Renoir - (Le parisien attablé avec Rosy Varte)
- 1955 : Paris Canaille de Pierre Gaspard-Huit
- 1956 : Comme un cheveu sur la soupe de Maurice Régamey - (Ferdinand Bouthillier, éditeur musical)
- 1958 : La Môme aux boutons de Georges Lautner
- 1959 : Minute papillon de Jean Lefevre
- 1959 : Bal de nuit de Maurice Cloche - (Le cousin Chollet)
- 1961 : Le Tracassin ou Les Plaisirs de la ville d'Alex Joffé - (M. Van Hooten, l'acheteur hollandais)
- 1963 : Monde de nuit (Il mondo di notte numero 3) de Gianni Proia - (Lui-même)
- 1977 : Moi, fleur bleue d'Éric Le Hung
- 1978 : Et la tendresse ? Bordel ! de Patrick Schulmann - (Noé)
- 1979 : Brigade mondaine : La Secte de Marrakech d'Eddy Matalon
- 1979 : Alors... Heureux ? de Claude Barrois - (Le fermier qui fait de l'« herbe »)
- 1981 : Rêve après rêve (Yume, yume no ato) de Kenzo Takada - (Fortuneteller)
- 1984 : Ecoutez May Picqueray de Bernard Baissat (documentaire)
- 1988 : La Lectrice de Michel Deville - (Le grand-père)

### Courts métrages
- 1936 : Match nul de Maurice Gleize
- 1947 : Voyage de rêve de Pierre Lafond
- 1947 : Le Marinier de René Arcy-Hennery
- 1949 : Le Dernier quart d'heure de René Jayet
- 1964 : La Pièce d'or de Robert Ménégoz (voix)

### Télévision
- 1955 : Knock, ou le triomphe de la médecine de Marcel Cravenne
- 1962 : Vient de paraître de André Pergament - (Bourgine)
- 1969 : Fortune d'Henri Colpi - (Rotschoff)
- 1970 : La Brigade des maléfices, épisode La Septième Chaine de Claude Guillemot - (Le commissaire Paumier)
- 1970 : La Brigade des maléfices, épisode Le Fantôme des HLM de Claude Guillemot - (Le commissaire Paumier)
- 1970 : La Brigade des maléfices, épisode Les Dents d'Alexis de Claude Guillemot - (Le commissaire Paumier)
- 1970 : La Brigade des maléfices, épisode La Créature de Claude Guillemot - (Le commissaire Paumier)
- 1970 : La Brigade des maléfices, épisode Voir Vénus et mourir de Claude Guillemot - (Le commissaire Paumier)
- 1970 : La Brigade des maléfices, épisode Les Disparus de Rambouillet de Claude Guillemot - (Le commissaire Paumier)
- 1973 : Le Monde enchanté d'Isabelle de Youri - (Le père Gaston)
- 1974 : Le Vagabond de Claude-Jean Bonnardot - (Le maréchal-ferrant)
- 1975 : La Rôtisserie de la reine Pédauque de Jean-Paul Carrère - (Mosaïde)
- 1980 : L'Ėté indien de Jean Delannoy - (Le grand-père)
- 1980 : Il n'y a plus de héros au numéro que vous demandez de Pierre Chabartier - (Le général)
- 1980 : Médecins de nuit de Peter Kassovitz, épisode : Un plat cuisiné (série télévisée)

## Voix off
- 1960 : Paris en trois minutes de Jacques Guillon (court-métrage) : Récitant
- 1962 : Vive l'eau de Madeleine Gallais (court-métrage) : Récitant
- 1965 : La Pièce d'or de Robert Ménégoz (court métrage, pour la télévision) : Récitant
- 1970 : Messe Noire Club du Disque Interdit N°2(Long Playing 25 cm) : Récitant

## Théâtre
- 1953 : Crinolines et guillotine d'Henri Monnier, mise en scène Christine Tsingos, Théâtre de la Gaîté-Montparnasse
- 1957 : Phi-Phi d'Albert Willemetz & Fabien Sollar, mise en scène Georges Atlas, Théâtre des Bouffes-Parisiens
- 1961 : Rhinocéros d'Eugène Ionesco, mise en scène Jean-Louis Barrault, Théâtre des Célestins, tournée
- 1962 : Les hommes préfèrent les blondes de Anita Loos, mise en scène Christian-Gérard, Théâtre des Arts